# Ханно
Ханно (яп. 飯能市 Ханно:-си) — город в Японии, находящийся в префектуре Сайтама. Площадь города составляет 193,18 км², население — 81 616 человек (1 августа 2014), плотность населения — 422,49 чел./км².

## Географическое положение
Город расположен на острове Хонсю в префектуре Сайтама региона Канто. С ним граничат города Ирума, Саяма, Хидака, Титибу, Оме и посёлки Огосе, Морояма, Йокодзе, Токигава, Окутама.

## Население
Население города составляет 81 616 человек (1 августа 2014), а плотность — 422,49 чел./км². Изменение численности населения с 1980 по 2005 годы:
| 1980 | 63 902 чел. |  |
| 1985 | 69 109 чел. |  |
| 1990 | 75 794 чел. |  |
| 1995 | 83 278 чел. |  |
| 2000 | 85 886 чел. |  |
| 2005 | 84 860 чел. |  |

## Символика
Деревом города считается криптомерия, цветком — рододендрон, птицей — настоящая короткокрылая камышовка.

## Города-побратимы
- Бриа, США (1981)
- Такахаги, Япония (2003)